# Guazuma ulmifolia

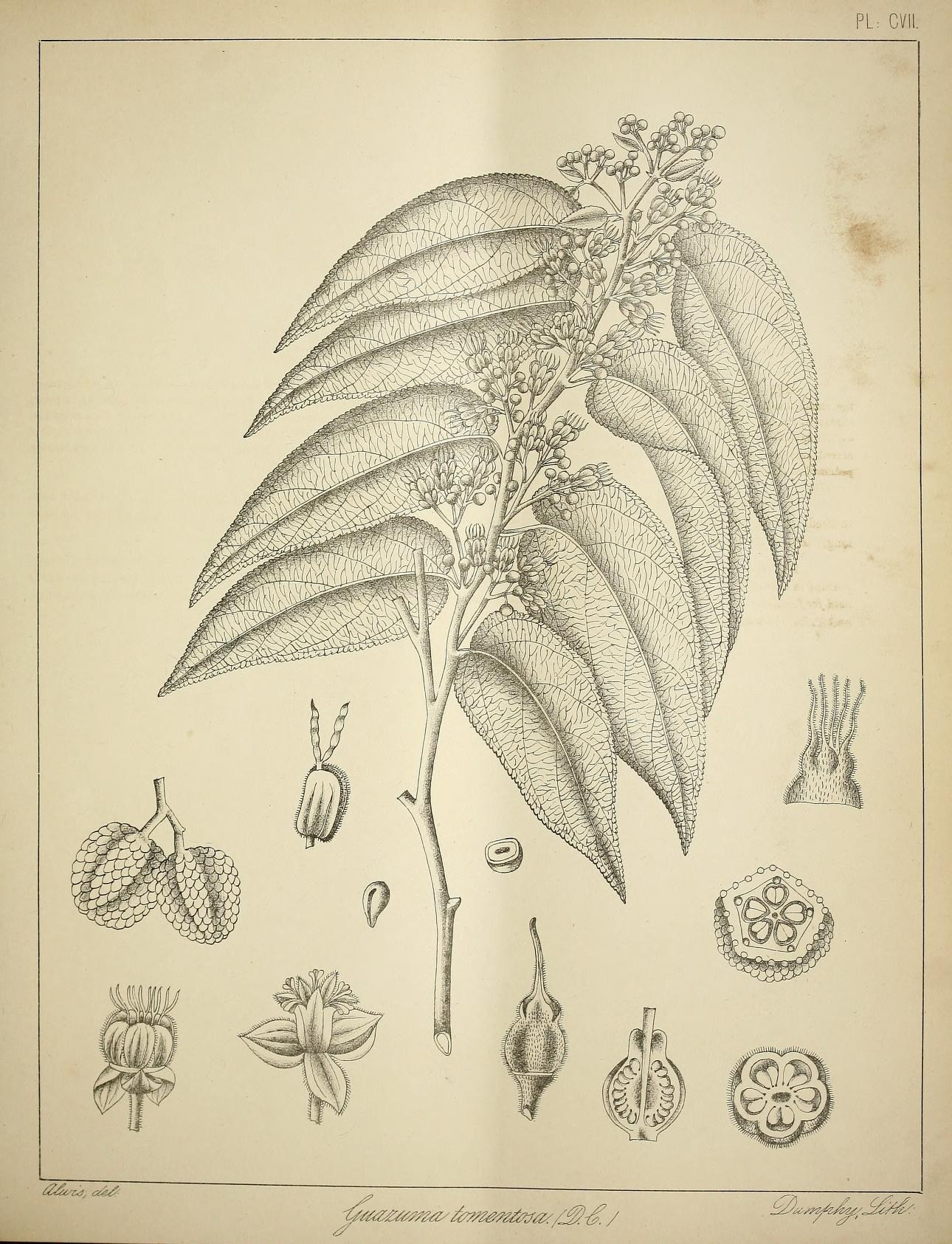
Illustration

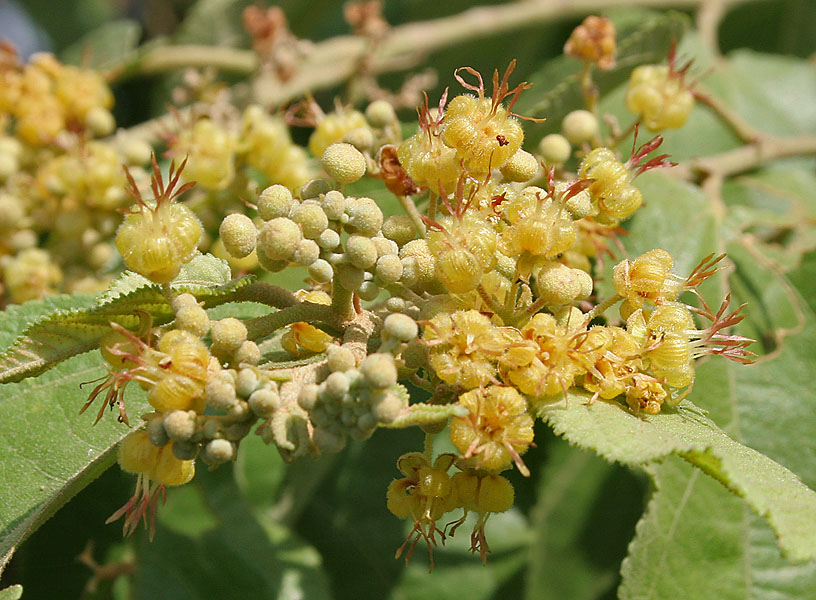
Blüten

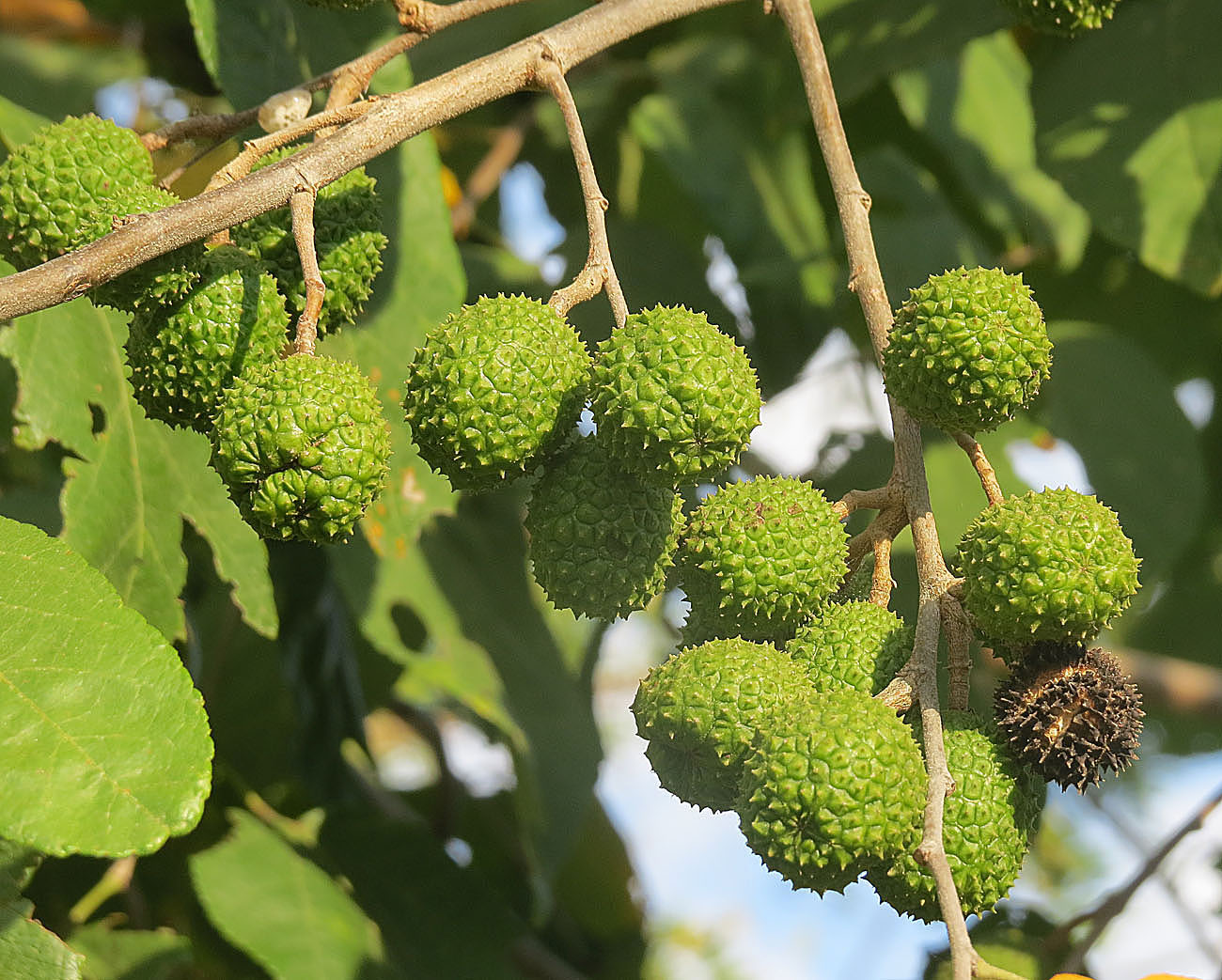
Unreife Früchte

Guazuma ulmifolia ist ein Baum in der Familie der Malvengewächse vom nordöstlichen Argentinien, Paraguay, Bolivien, Peru und Brasilien bis nach Mittelamerika und in die Karibik. Er wird in Indien und Sri Lanka kultiviert.

## Beschreibung
Guazuma ulmifolia wächst als halbimmergrüner Baum bis zu 25–30 Meter hoch. Der Stammdurchmesser erreicht bis zu 60 Zentimeter. Die gräulich-braune Borke ist quer- und längsrissig bis furchig und dünner bis gröber.
Die einfachen und wechselständigen, papierigen und weichen Laubblätter sind kurz gestielt. Der kurze Blattstiel ist bis 1,5–2 Zentimeter lang. Die Blätter sind oberseits rau sowie leicht kurz behaart, borstig und unterseits mehr oder weniger kurz behaart, sie sind bis 12–16 Zentimeter lang und bis 4–6 Zentimeter breit. Sie sind eiförmig bis verkehrt-eiförmig, spitz bis zugespitzt und am Rand gesägt, an der Basis sind sie abgerundet bis leicht herzförmig. Die Nervatur ist gefiedert und oberseits leicht eingeprägt und unterseits erhaben. Es sind sehr kleine, längliche und meist abfallende Nebenblätter vorhanden.
Es werden kurze, end- oder achselständige, dichte, zymöse bis rispige und weißlich behaarte Blütenstände gebildet. Die gelben, kleinen und kurz gestielten, zwittrigen Blüten mit doppelter Blütenhülle sind fünfzählig. Es sind 3 oder 2; weil die ursprünglich 5 Kelchblätter unterschiedlich verwachsen sind, kleine, bootförmige, innen gekielte und außen weißlich behaarte Kelchblätter vorhanden. Die 5 mehr oder weniger behaarten, aufrechten und konkaven, kurz genagelten, bis etwa 4 Millimeter langen Petalen besitzen an der eingeklappten Spitze gegabelte, bandförmige und weiß-rötliche, längere Anhängsel. Es sind abwechselnd fertile Staubblätter und Staminodien vorhanden, die im unteren Teil röhrig miteinander verwachsen sind. Die 5 Staminodien sind im oberen Teil dreieckig und leicht behaart, die 5 fertilen Staubblätter sind dreiteilig mit 3 Antheren oder es sind 5 mal 3 Einzelne. Der fünfkammerige, -kantige und feinhaarige Fruchtknoten ist oberständig mit kurzem Griffel und fünf mehr oder weniger freien, engstehenden, kurzen Narbenästen.
Es werden kleine, holzige, dunkelbraune, etwa rundliche bis ellipsoide und grubige, grob skulptierte oder pyramidal warzige, meist nicht öffnende, etwa 2–4 Zentimeter große, vielsamige, fünfkammerige Kapselfrüchte gebildet. Die vielen kleinen, fein texturierten Samen sind einseitig abgeflacht, weißlich bis hellbräunlich etwa 2,5–3,5 Millimeter lang und rundlich bis eiförmig. Sie sind von einer feinen Membrane bedeckt die bei Feuchtigkeit schleimig und klebrig wird (Myxotesta).
Die Chromosomenzahl beträgt 2n = 16.

## Verwendung
Die noch unreifen, grünen Früchte sind essbar und duften nach Honig.
Auch die Samen sind roh oder gekocht essbar.
Die tanninreiche Rinde und die Samen werden medizinisch verwendet.
Aus der zähen, faserigen Rinde und den jungen Stielen werden Seile und Schnüre hergestellt.
Das fibröse, grobe und leichte, nicht beständige Holz wird für verschiedene Anwendungen genutzt.